# Superação (álbum de Damares)
Superação é o décimo álbum de estúdio da cantora brasileira Damares, lançado em 27 de março de 2020 pela gravadora Sony Music Gospel. 
Foi produzido pelo tecladista Melk Carvalhedo e o cantor e compositor Weslei Santos. O projeto contém 12 faixas, além da participação especial da dupla Lucas Roque e Gabriel, e também do cantor Weslei Santos.
Esse é o primeiro álbum da cantora lançado exclusivamente para as plataformas digitais, sem versão física.

## Faixas
1. Eu Quero Ver o Seu Milagre (Compositor: Dimael Kharrara)
2. Me Leva (Compositor: Tony Ricardo)
3. Superação (Compositor: Tony Ricardo)
4. O Convidado (Compositor: Cláudio Louvor)
5. Com Glória (compositor: Ricardo Alves e Jadiel Barbosa)
6. Eu Faço Parte (compositor: Daniel Nadje)
7. O Cuidar de Deus (compositor: André Freire)
8. A Mesa (Compositor: Ricardo Alves)
9. O Processo (Compositora: Tangela Vieira)
10. Pai, Preciso de Ti (Compositora: Claudia Canção)
11. Deixa Deus Fazer (compositor: Jeorge de Paula)
12. Nada Poderá (Compositor: Weslei Santos)

## Clipes
| Música                                         | Lançamento              |
| ---------------------------------------------- | ----------------------- |
| Eu Quero ver o seu Milagre                     | 31 de outubro de 2019   |
| O Convidado                                    | 17 de janeiro de 2020   |
| Me Leva                                        | 6 de março de 2020      |
| A Mesa (Live)                                  | 28 de julho de 2020     |
| O Cuidar de Deus (feat. Lucas Roque e Gabriel) | 10 de dezembro de 2020  |
| Pai, Preciso de Ti                             | 19 de fevereiro de 2021 |
| Com Glória (Live)                              | 20 de abril de 2021     |
| Superação                                      | 09 de junho de 2021     |
| O Processo (Live)                              | 11 de agosto de 2021    |
| Eu Faço Parte (Live)                           | 18 de agosto de 2021    |